# Никола Зорић Ниџа
Никола Зорић Ниџа (Панчево, 5. март 1981) српски је музичар, широј јавности познат као клавијатуриста бенда Рибља чорба.

## Биографија
Музичку каријеру започео је 1997. године у бенду Казнени простор, са којим је имао неколико наступа у Београду, у Дому омладине Београда и Студентском културном центру Београд. Од фебруара 1997. године Зорић је члан хора Браћа Барух, са којим је учествовао на разним фестивалима, такмичењима и концертима. Такође био је члан хорова Музичке Гимназије Мокрањац, Факултета музичке уметности Универзитета уметности у Београду и хора Крсмановић—Обилић.
Члан бенда Рибља чорба постао је 7. септембра 2002. године уместо Владе Барјактаревића. Крајем 2003. године као самостални музичар гостовао је на албуму групе The Brend, Ја да ти певам, где је свирао клавијатуре на песми Авиону склепаћу ти крила.
Током лета 2006. године, Зорић је заједно са осталим члановима Рибље чорбе певао и радио као тонски сниматељ на албуму звездиних навијача Делије север — Песме са севера. Почетком 2007. године радио је на дечијем албуму Еколоша журка, београдског дечијег хора Хориславци. На том албуму радио је музику и текст за песму Шума, а снимио, продуцирао и аранжирао првих пет песама са Вицком Милатовићем и Ханом Вучићевић, у њима свирао и клавијатуре. Исте, 2007. године свирао је клавијатуре на албуму Радијски фестивал 07 — вол. 1, на песми Кроз трње до звезда.
Крајем 2007. године снимио је у Студију О четрнаест инструментала, обрада, староградских песама за компакт диск под називом Тихо ноћи, који је објавила издавачка кућа Mascom records из Београда. На другој верзији албума Тихо ноћи која је објављена 2008. године од стране издавачке куће Rock Express Records, Зорић свира клавијатуре на песмама Као капи кише и Добра стара времена.

## Дискографија

### Са Рибљом чорбом

#### Студијски албуми
- Овде (2003)
- Трилогија (2006)
- Минут са њом (2009)
- Узбуна! (2012)

### Уживо албуми
- Гладијатори у БГ Арени (2007)
- Нико нема овакве људе! (2010)

#### ЕПови
- Трилогија 1: Невиност без заштите (2005)
- Трилогија 2: Девичанска острва (2006)
- Трилогија 3: Амбасадори лоше воље (2006)

### Албуми разних извођача
- Тихо ноћи (2007)
- Хориславци - Еколошка журка (2007)